# Escuela de Negocios Busch
La Escuela de Negocios Tim y Steph Busch (en inglés:Tim and Steph Busch School of Business), conocida como Escuela de Negocios Busch, es una escuela de negocios y uno de los doce centros docentes de la Universidad Católica de América. Está acreditada por la Association to Advance Collegiate Schools of Business.

## Historia
La Universidad Católica de América anunció en enero de 2013 la creación de una nueva escuela a partir del departamento de administración de empresas y economía que existía en la Escuela de Artes y Ciencias. La Escuela adoptó el nombre de Tim y Steph Busch en 2016, tras una donación de 15 millones de dólares de la famila Busch de Irvine (California).